# Gonapofyse
De gonapofyse is een aanhangsel van het achterlijf van insecten. Het is altijd een gepaarde structuur maar omdat bij een aantal insecten de aanhangsels zijn vergroeid doen de gonapofysen soms lijken aan een enkelvoudige structuur. Bij de larven van waterjuffers zijn de drie aanhangsels geveerd en dienen voor de ademhaling, ze zijn omgevormd tot kieuwachtige structuren. Bij de sabelsprinkhanen zijn de aanhangsels vergroeid tot een puntig (sabelachtig) geheel en dienen om de eitjes in plantenstengels af te zetten. 